# Bomarion anormale
Bomarion anormale är en skalbaggsart som först beskrevs av Thomson 1867.  Bomarion anormale ingår i släktet Bomarion och familjen långhorningar. Inga underarter finns listade.